# Armênia (satrapia)
A satrapia da Armênia (antigo persa: 𐎠𐎼𐎷𐎡𐎴 Armina ou 𐎠𐎼𐎷𐎡𐎴𐎹 Arminiya), uma região controlada pela dinastia orôntida (570–201 a.C.), foi uma das satrapias do Império Aquemênida, que mais tarde se tornou um reino independente. Suas capitais eram Tuspa e depois Erebuni.